# Борис Машалов
Борис Николов Машалов е български народен певец, известен изпълнител на песни от Северняшката фолклорна област.

## Биография
На дванадесет години Борис напуска родния си град Севлиево със семейството си, което се преселва в София. Той и четиримата му братя се учат на бояджийски занаят.
При случайна среща с оперния певец Събчо Събев Машалов получава покана да учи оперно пеене. По-късно именно Събев го съветва да се занимава само с народно пеене. Талантът му на народен певец е забелязан от тогавашния директор на Радио София – Сирак Скитник.
От 1937 г. започва да пее по Радио София и едновременно упражнява занаята си. 
През пролетта на 1944 г. в ресторант сред приятели Машалов прави мрачна прогноза бъдещето на Хитлер и изхода от войната за нацистка Германия. Някакъв келнер предава думите му на полицията. На следващия ден Борис Машалов е изпратен в наказателна рота, а после през май го прехвърлят в концентрационен военен лагер близо до Симитли.
Появява се възможност за бягство и той я осъществява с няколко други лагерници. Стигат с камион до София. Машалов се отбива вкъщи, за да види семейството си, но поради влошено здраве и за да се отърве от преследване постъпва за лечение в балнеосанаториума в Банкя.
През годините Борис Машалов все повече се налага като ярък изпълнител на народната песен и получава покана от грамофонната фирма „Симонавия“. В „Симонавия“ той е подпомогнат от професионални педагози. През 1952 г. постъпва в ансамбъла на народната армия като солист. С ансамбъла посещава много страни – СССР, Китай, Унгария, Германия и други. След това сформира групата Наша песен и се отдава изцяло на народната музика. Изнася концерти из цялата страна и в чужбина до смъртта си.
Дейността на Машалов като изпълнител на народни песни е неделима от работата му на събирач. По време на пътуванията си, лични или служебни, той винаги търси народни песни, записва ги, полага старание веднага да ги заучи. В личния му архив има стотици писма с текстове на народни песни, изпратени от почитатели на любимия певец.
За изключителния му талант е награден със званието Майстор на естрадното изкуство, орден Кирил и Методий II степен, а посмъртно с орден Кирил и Методий I степен.
Борис Машалов умира на 16 юли 1962 г. на 48-годишна възраст от хронична бъбречна недостатъчност.

## Дискография

### Сингли на 78 об./м. (твърди плочи)
- „Два се орли бият“/ „Аз ходих горе“[2]
(Орфей – 1277, Балкантон – 1039)
- „Какво ми се чува, нане“/ „Снощи минах, либе Радо“[3]
(Радиопром – 1113)
- „Недо ле, Недке, хубава“/ „Гано, Ганке, джанъм“[4]
(Радиопром – 1114)
- „Зън, зън, Ганке ле“/ „Агънце, мило байново“[5]
(Орфей – 1178)
- „Я скокнете да скокнем“/ „Мамо, ожени ме“[6]
(Радиопром – 1179)
- „Отдолу идат сеймени“/ „Провикнал се е Николчо“[7]
(Радиопром – 1454)
- „Засвирили са, Доне“/ „Кънчо, Кънчо“[8]
(Радиопром – 1455)
- „Мятало Ленче ябълка“/ „Марийка мома хубава“[9]
(Радиопром – 1456)
- „Кехая вика из село“/ „Вино пият петдесет юнака“[10]
(Орфей – 1869)

### Малки плочи
- 1960 – „Кехая вика из село“/ „Вино пият петдесет юнака“[11]
(SP, Балкантон – 2550)
- 1960 – „Народни песни“[12]
(EP, Блкантон – ВНМ 5577)
- 1966 – „Изпълнения на Борис Машалов“[13]
(EP, Балкантон – ВНМ 5813)
- 1972 – „Изпълнения на Борис Машалов“[14]
(EP, Балкантон – ВНМ 6273)
- 1972 – „Изпълнения на Борис Машалов“[15]
(EP, Балкантон – ВНМ 6274)

### Дългосвирещи плочи
- 1966 – „Народни песни в изпълнение на Борис Машалов“[16]
(Балкантон – ВНА 199)
- 1972 – „Изпълнения на Борис Машалов“[17]
(Балкантон – ВНА 1465)
- 1975 – „Борис Машалов“/ „Лалка Павлова“[18]
(Балкантон – ВНА 1717)
- 1981 – „Борис Машалов“[19]
(Балкантон – ВНА 10711)

### Аудиокасети
- 1985 – „Непресъхващи извори“[20]
(Балкантон – ВНМС 7659)

### Компактдискове
- 2000 – „Борис Машалов“[21]
(Балкантон – 060204)
- 2016 – „Заблеяло ми агънце. Вечните песни“[22]
(BG Music Company)

## Памет
- През 2000 г. „Балкантон“ издава на компактдиск някои от най-хубавите песни на Борис Машалов, а през 2016 г. – и „BG Music Company“.
- За Машалов има три документални филма: „Легендата Борис Машалов“ и „Пей ми песен“ на БНТ, както и „Неповторимият Борис Машалов“ на телевизия СКАТ.
- През 2014 г. по случай стогодишнината от рождението на Борис Машалов „Годишните фолклорни награди“ изработват плакет в негова чест.

## Репертоар
Сред най-известните му песни са:
- Заблеяло ми агънце
- Атмаджа дума Страхилу
- Мика мама дума
- Мятало Ленче ябълка
- Провикнал си е Никола
- Мама Елка буди
- Нигде се боляст не чува, майно ле
- Недо ле, Недке хубава
- Радка платно тъче
- Засвирили са, Дойне, дор три гайди
- Кехая вика из село
- Зън, зън, Ганке ле
- Вино пият петдесет юнака
- Китка ти падна, Дено
- Дедо оре на могиле
- Денчо буля си думаше